# 陳冠蒨
陳冠蒨（1969年10月19日－），臺灣創作歌手、音樂製作人、詞曲創作者。參加輔大青韻獎及青春之星校際音樂大賽後開始創作，替不少歌手創作歌曲，如金智娟的《大雨》、范曉萱的《你的甜蜜》。
1994年發行首張音樂專輯《關於愛的二三事》，於2002年發行第二張全創作專輯《欲言又止》，在本張專輯中包辦詞曲創作、主要編曲、和聲編寫、鋼琴演奏及製作等工作。《欲言又止》被中華音樂人交流協會選為十大優良專輯，亦被中國時報評選為十大華語專輯。

## 音樂作品
創作專輯

《關於愛的二三事》 （页面存档备份，存于）（發行日期：1994年）
1. 你若是愛我請你說出口
2. 愛你又如何
3. 如果我們之間沒有了以後
4. 前途在何方
5. 相約不再見面
6. 柔情似水
7. 遺憾
8. 讓我再次和你緊緊擁抱在一起
9. 喝醉的心
10. 面對

《欲言又止》 （页面存档备份，存于）（發行日期：2002年）
1. Intro
2. 欲言又止 Speechless
3. Sunny Day
4. 留一點愛 Leave A Little Love
5. 能不能 Can Or Cannot
6. 如何解釋愛 How To Explain Love
7. 生動 Vibrant
8. I Know
9. 別說 Don't Say
10. 月球 Moon
11. 瞬間 An Instant
12. I Wish (Piano)
13. 夜幕 Night
14. 兩三個和弦 2, 3 Chords
15. Waiting For The Light (Piano)

## 外部連結
- 陳冠蒨Facebook專頁
- 陳冠蒨部落格